# Pedro Aguirre Cerda (comuna)
Pedro Aguirre Cerda é uma das 32 comunas que compõem a cidade de Santiago, capital do Chile.
A comuna limita-se: a norte com Estación Central e Santiago; a oeste com Cerrillos; a sul com Lo Espejo; a leste com San Miguel.